# Maleniska (Jarosław)
Pour les articles homonymes, voir Maleniska.
Maleniska est une localité polonaise de la gmina de Pawłosiów, située dans le powiat de Jarosław en voïvodie des Basses-Carpates.